# Простирающаяся тибия
Простирающаяся тибия (лат. Tibia fusus) — брюхоногий моллюск из семейства Rostellariidae.

## Описание

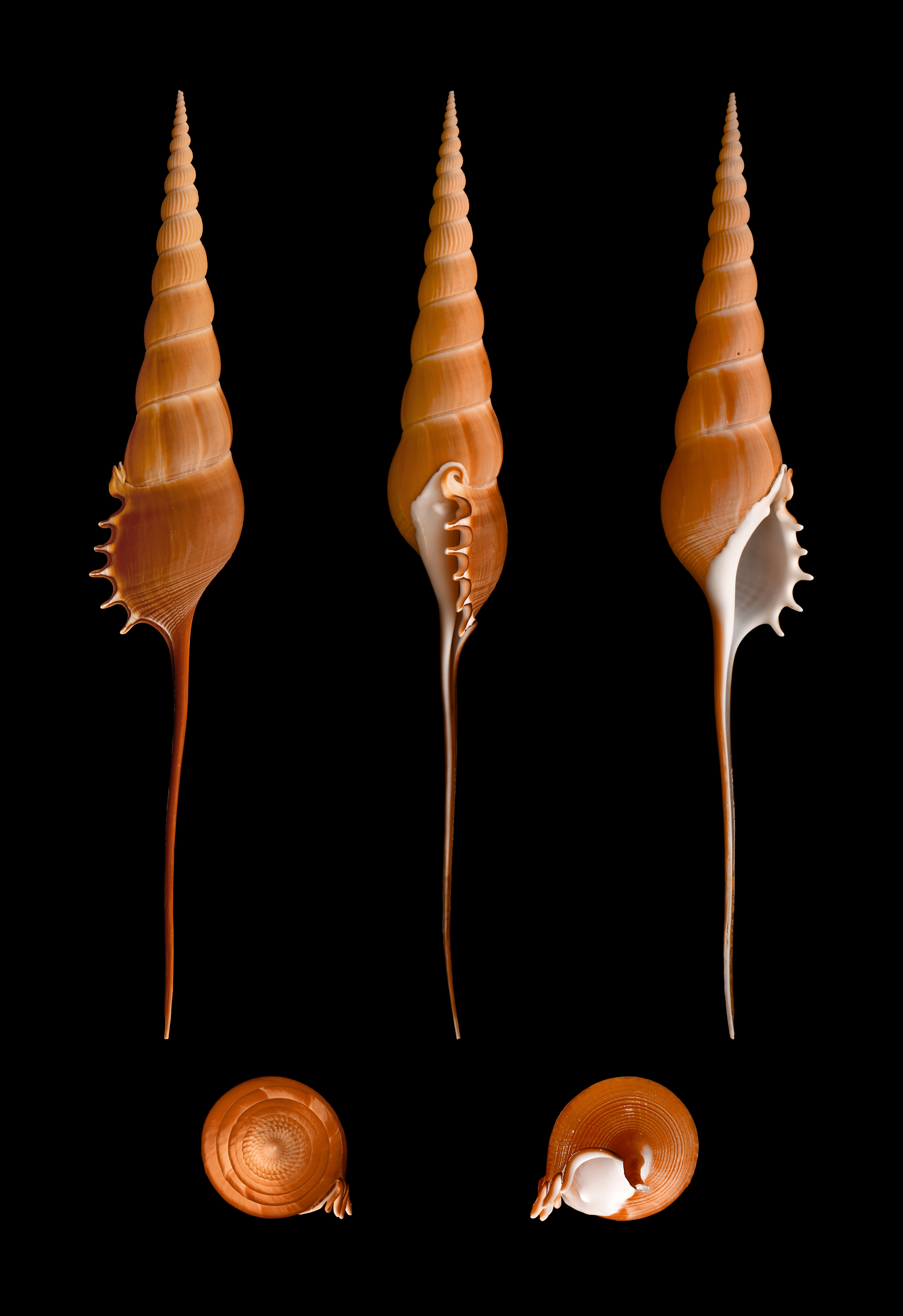

Длина раковины 150—310 мм. Раковина большая, веретеновидной формы с умеренно выпуклыми оборотами, разделёнными глубоким швом и чрезвычайно длинным, тонким слегка изогнутым сифональным выростом. Скульптура раковины образована осевыми линиями и спиральными ребрами расположенными на основании последнего оборота. Устье долговато-овальное, изнутри белое, с 6 пальцевидными выростами на внешней губе. Самый верхний пальцевидный вырост спирально изогнут и плотно прижат к наружной поверхности после оборота раковины. Общая окраска — от соломенно-жёлтой до рыжевато-бежевой.

## Ареал
Тропическая Индо-Тихоокеанская область от Индокитая и Филиппин до Австралии и Океании.

## Образ жизни
Моллюск обитает на глубине 100—150 метров. Травояден.